# Bélier (1903)
Bélier – francuski niszczyciel z początku XX wieku typu Arquebuse, w służbie podczas I wojny światowej. Nazwa oznacza: taran.
Początkowo służył w 2. Lekkiej Eskadrze na kanale La Manche, następnie skierowany na Morze Śródziemne (wraz z "Catapulte" i "Bombarde"). Został skreślony z listy floty 25 stycznia 1921 roku i sprzedany na złom 22 maja 1922.